# Rivière de Manche d'Épée
Pour les articles homonymes, voir Manche d'Épée.
La rivière de Manche d’Épée est un affluent du littoral sud du golfe du Saint-Laurent. Elle coule entièrement dans la municipalité de Sainte-Madeleine-de-la-Rivière-Madeleine, dans la municipalité régionale de comté (MRC) de La Haute-Gaspésie, dans la région administrative de la Gaspésie-Îles-de-la-Madeleine, au Québec, au Canada.
La route secondaire désignée route de la Rivière-de-Manche-d'Épée dessert dans le sens nord-sud cette petite vallée encaissée permettant aux visiteurs d'accéder jusqu'à la zone de tête de cette rivière, puis de descendre vers le sud dans la petite vallée de la rivière au Diable. La vallée de la rivière de Manche d'Épée offre des vues saisissantes sur les falaises de montagne qui la bordent. Cette vallée constitue un circuit panoramique recherché pour les adeptes de panoramas sauvages et montagneux.

## Géographie
La rivière de Manche d’Épée prend sa source en montagne, au Deuxième Lac du Manche-d'Épée (longueur : 0,3 km ; altitude : 385 m, dans la municipalité de Sainte-Madeleine-de-la-Rivière-Madeleine, dans les Monts Chic-Chocs. Cette source est située sur le versant nord de la ligne de départage des eaux avec le sous-bassin versant du Troisième Lac du Manche-d'Épée dont la décharge s'écoule vers le sud pour aller se déverser sur la rive ouest de la rivière au Diable.
L'embouchure du Deuxième lac de Manche d'Épée est située en zone forestière et montagneuse à 8,1 km au sud du littoral sud de l'estuaire du Saint-Laurent, à 4,7 km à l'est de la limite de la municipalité de Saint-Maxime-du-Mont-Louis et à 4,1 km au nord-ouest du lac au Diable. Située dans la zone du Parc éolien de Gros-Morne, ce lac de tête se trouve à 0,6 km au nord du Troisième Lac Manche-d'Épée.
Située entre la rivière Madeleine (côté est) et la rivière du Gros-Morne (côté ouest), la rivière de Manche d’Épée coule vers le nord dans une vallée encaissée, en recueillant les eaux de petites coulées de chaque côté de la rivière.
À partir du lac de tête, la rivière de Manche d’Épée coule sur 10,2 km répartis selon les segments suivants :
- 0,8 km vers le nord-ouest, jusqu'à l'embouchure du Premier Lac Manche d'Épée (longueur : 0,5 km ; altitude : 370 m) que le courant traverse vers le nord sur 0,4 km ;
- 2,6 km vers le nord, jusqu'à La Grande Cavée (venant de l'ouest) ;
- 1,9 km vers le nord, jusqu'à la coulée à Édouard (venant de l'ouest) ;
- 2,2 km vers le nord, jusqu'à la coulée du Noroit (venant de l'ouest) ;
- 2,7 km vers le nord, en traversant la route 132, jusqu'à sa confluence[3].

La rivière se déverse dans la baie de Manche-d'Épée, située entre la pointe du Wrack (située du côté ouest) et Le Gros Rocher (situé du côté est), au cœur du petit village de Manche-d'Épée, dans la municipalité de Sainte-Madeleine-de-la-Rivière-Madeleine, sur le littoral sud de l'estuaire maritime du Saint-Laurent.

## Toponymie
Le toponyme rivière de Manche d’Épée a été officialisé le 23 février 1995 à la Commission de toponymie du Québec.